# Stenaoplus monomaculatus
Stenaoplus monomaculatus là một loài tò vò trong họ Ichneumonidae.